# 메이드 인 헤븐 (1952년 영화)
《메이드 인 헤븐》(Made In Heaven)은 미국에서 제작된 존 패디 카스테어스 감독의 1952년  영화이다. 페툴라 클락 등이 주연으로 출연하였다.

## 출연

### 주연
- 페툴라 클락

### 조연
- 데이비드 톰린슨
- 소냐 지에만